# Galeodes mosconibronzii
Espèce
Synonymes
- Galeodellus mosconibronzii Caporiacco, 1937

Galeodes mosconibronzii est une espèce de solifuges de la famille des Galeodidae.

## Distribution
Cette espèce est endémique de Somalie. Elle se rencontre vers Bari.

## Description
Le mâle holotype mesure 56 mm.

## Étymologie
Cette espèce est nommée en l'honneur de Narciso Mosconi Bronzi.

## Publication originale
- Caporiacco, 1937 : Scorpioni, Pedipalpi, Solifugi e Chernetidi di Somalia e Dancalia. Annali del Museo Civico di Storia Naturale di Genova, vol. 58, p. 135–149 (texte intégral).